# Ferrari Modulo

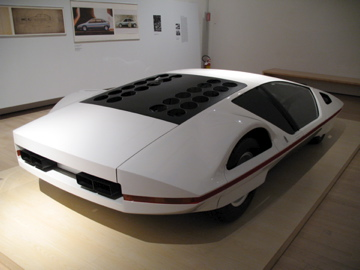
Vista posterior del Ferrari 512 S Modulo.

El Ferrari 512 S Modulo es un prototipo de automóvil diseñado por Pininfarina para la marca de automóviles italiana Ferrari, que se presentó en el Salón del Automóvil de Ginebra de 1970. El Modulo fue bien recibido por los críticos y ganó 22 premios por su diseño.

## Diseño
Basado en el 512 S, el Ferrari 512 S Modulo tiene una carrocería extremadamente baja (sólo 93 centímetros de altura) con un diseño de techo con cubierta deslizable hacia adelante (una puerta de carlinga) para permitir la entrada al interior. Las cuatro ruedas del vehículo están parcialmente cubiertas. Otra característica especial del diseño es que consta de veinticuatro agujeros en la cubierta del motor situada en la parte trasera, los cuales permiten ver el motor.

## Mecánica
El motor del Modulo es un Type 261C DOHC de 12 cilindros en V a 60°, con 4994 cc (5,0 L) y una potencia de 550 CV (410 kW) a 8500 rpm. Tiene una caja de cambios manual con 5 velocidades.